# Koundouba
Ne doit pas être confondu avec Koudoumbo.
Koundouba est une commune rurale située dans le département de Gourcy de la province du Zondoma dans la région Nord au Burkina Faso.

## Géographie
Situé sur la rive nord de la rivière Kourougui, Koundouba se trouve à environ 8 km au sud-est du centre de Gourcy, le chef-lieu du département, et 25 km au nord de Yako. Koundouba se trouve également à 4 km au nord-est de Niessèga et 3 km de la route nationale 2 reliant le centre et le nord du pays.

## Économie
L'économie de Koundouba est basée sur l'agriculture et le maraîchages au sud de la ville, activités permises grâce à la proximité de la Kourougui pour l'irrigation des bas-fonds du territoire villageois.

## Santé et éducation
Koundouba accueille un centre de santé et de promotion sociale (CSPS) tandis que le centre médical (CM) de la province se trouve à Gourcy.
Le village possède une école primaire et un collège d'enseignement général.